# Поштовий музей Князівства Ліхтенштейн
Поштовий музей Князівства Ліхтенштейн (нім. Postmuseum des Fürstentums Liechtenstein) — музей, розташований в столиці Ліхтенштейну, Вадуці, і присвячений історії пошти і поштових марок цього князівства.

## Історія
Поштовий музей був заснований у 1930 році з метою збереження документів з історії місцевої пошти та філателістичного матеріалу, що випускається в Ліхтенштейні. Збори було відкрито для відвідувачів у 1936 році. Помінявши протягом наступних десятиліть декілька приміщень, Поштовий музей з 2002 року розташований у центрі Вадуца, в «будинку англійців». Поштовий музей адміністративно пов'язаний з Державним музеєм Ліхтенштейну.

## Експозиція

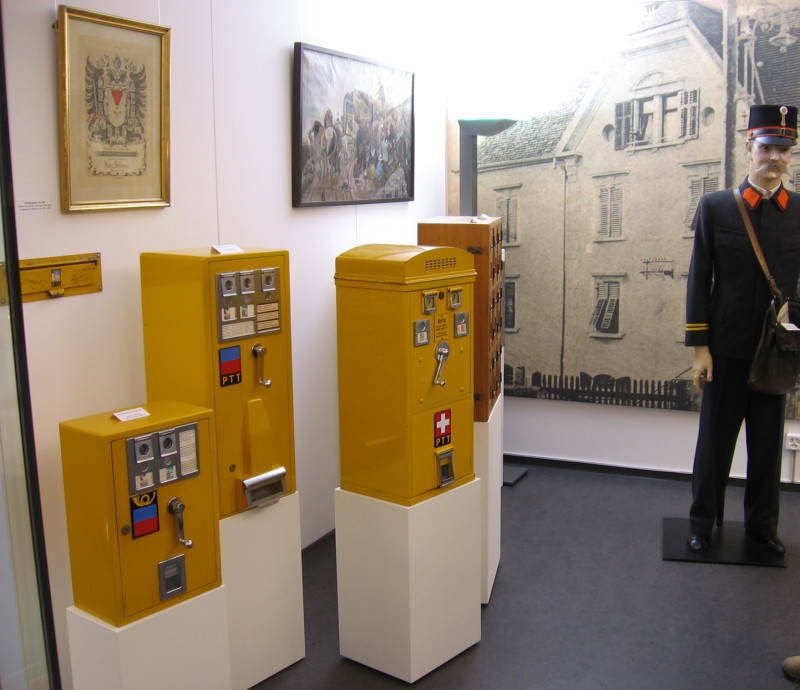
Частина експозиції музею

Основою музейної колекції є поштові марки, що випускаються князівством Ліхтенштейн, починаючи з 1912 року. Представлені також і їх ескізи, пробні екземпляри, гравірувальні інструменти та дошки, друковані інструменти та ін. Тут зібрано важливі документи, що відображають розвиток поштової служби в країні, а також старовинні предмети, пов'язані з поштовою службою (уніформа листонош, поштові скриньки минулих років та ін.). У музеї періодично проходять і тимчасові виставки.
У центральній, пішохідній зоні Вадуца (Städtle), починаючи з травня 2011 року, у багатьох спеціалізованих і сувенірних магазинах можна побачити та придбати в будь-якій кількості ліхтенштейнські поштові марки. 25 збільшених ліхтенштейнських поштових марок укладені як металеві плити в бруківку пішохідної зони міста.

## Ресурси Інтернету
- Briefmarken im Städtle Vaduz auf der Internetseite der Liechtensteinischen Post
- Postmuseum Liechtenstein